# Area archeologica Acqua Fredda
L'area archeologica Acqua Fredda si trova al Passo di Redebus, nel Trentino orientale, a 1 440 m s.l.m. È un sito protostorico costituito dai resti di un’officina dedicata alla lavorazione di minerali cupriferi locali (in particolare la calcopirite) per ottenere il rame, materia prima di fondamentale importanza nell'età omonima e in quella del Bronzo. Nell’area archeologica, aperta al pubblico e facilmente raggiungibile dalla strada che porta al passo, sono conservati i forni fusori.

## Il sito fusorio protostorico e la sua musealizzazione

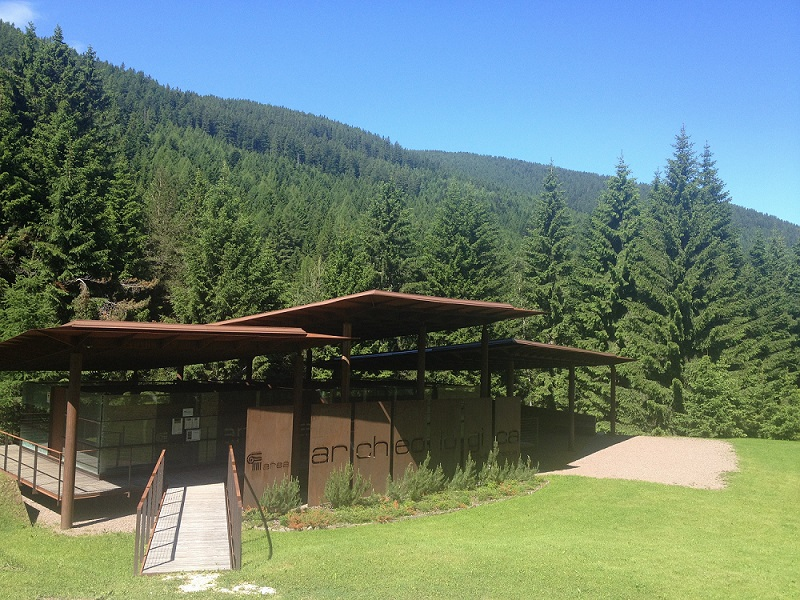
Struttura di copertura dell'area archeologica e spazio per attività didattiche legate alle antiche pratiche metallurgiche

La località Acqua Fredda prende il nome da una sorgente a poca distanza dal passo del Redebus (1 440 m s.l.m.), che mette in comunicazione l’altopiano di Piné con la Valle dei Mocheni, ricca di risorse minerarie. Il sito fusorio, in attività tra il 1300 e il 1000 a.C. circa (età del Bronzo recente e finale), si trova a lato dalla strada che provenendo da Bedollo conduce al Passo di Redebus.
Date le eccezionali condizioni di conservazione dei nove forni rinvenuti, il sito fusorio è stato aperto al pubblico nel 2008. Una struttura di copertura protegge i resti archeologici; l’area circostante è attrezzata per ospitare eventi di archeologia sperimentale e altre attività di valorizzazione.

## Miniere, rame e metallurgia primaria nel Trentino dalla Preistoria al Medioevo
L’uso di rame nativo (ossia allo stato metallico) e la prima tecnologia per l’estrazione del metallo da particolari minerali, si svilupparono tra VIII e VII millennio a.C. nell’Anatolia orientale (Turchia). Nel corso del VI millennio a.C. la metallurgia del rame si diffuse nell'Europa balcanica, forse da uno sviluppo indipendente rispetto a quello del Vicino Oriente e, alla fine del V millennio, raggiunse i ricchi giacimenti delle Alpi austriache. In Trentino i primi manufatti finiti in rame sono datati alla prima metà del IV millennio a.C. (tardo Neolitico-Eneolitico), mentre le prime tracce di sfruttamento della locale calcopirite, minerale contenente fino al 35% di rame, di cui è ricco il territorio del Trentino orientale, si datano al III millennio a.C. Non vi è traccia delle antiche miniere ma solo di officine dedicate alla produzione del metallo..La fase di maggiore attività di lavorazione della calcopirite è databile tra il XIII e XI secolo a.C. (età del Bronzo recente e finale). In questo periodo la richiesta di rame (componente principale del bronzo, assieme allo stagno) raggiunge in Europa la sua acme, mentre nel Mediterraneo Orientale si fa strada progressivamente la nuova piro-tecnologia del ferro. In Trentino, i siti che hanno restituito tracce di lavorazione (scorie) sono quasi 200 e si trovano nell'altopiano di Piné, in valle dei Mocheni, negli altopiani di Lavarone, Luserna e Folgaria, fino al Tesino e al Primiero. La ricchezza metallifera del Trentino orientale venne riscoperta, duemila anni dopo, tra il XIV e il XVI secolo, allorché minatori provenienti dal Tirolo e dalla Boemia vi svilupparono una vivace industria mineraria (soprattutto ferro e argento), dando vita nel contempo a comunità con propri usi, tradizioni e lingua che nella parte orientale della valle del Fersina continua ancor oggi: i Mocheni.

## Le ricerche ad Acqua Fredda
Il sito archeologico venne casualmente alla luce nel 1979, durante i lavori di ampliamento della strada che porta al passo. Le nove campagne di indagine archeologiche, concluse nel 1995, hanno permesso lo scavo di un’area di 168 m², in cui sono state trovate le principali strutture dedicate all'estrazione del metallo. Grazie soprattutto a prospezioni geognostiche (carotaggi) è stata esplorata anche l’imponente discarica delle scorie, posta nella torbiera sottostante.

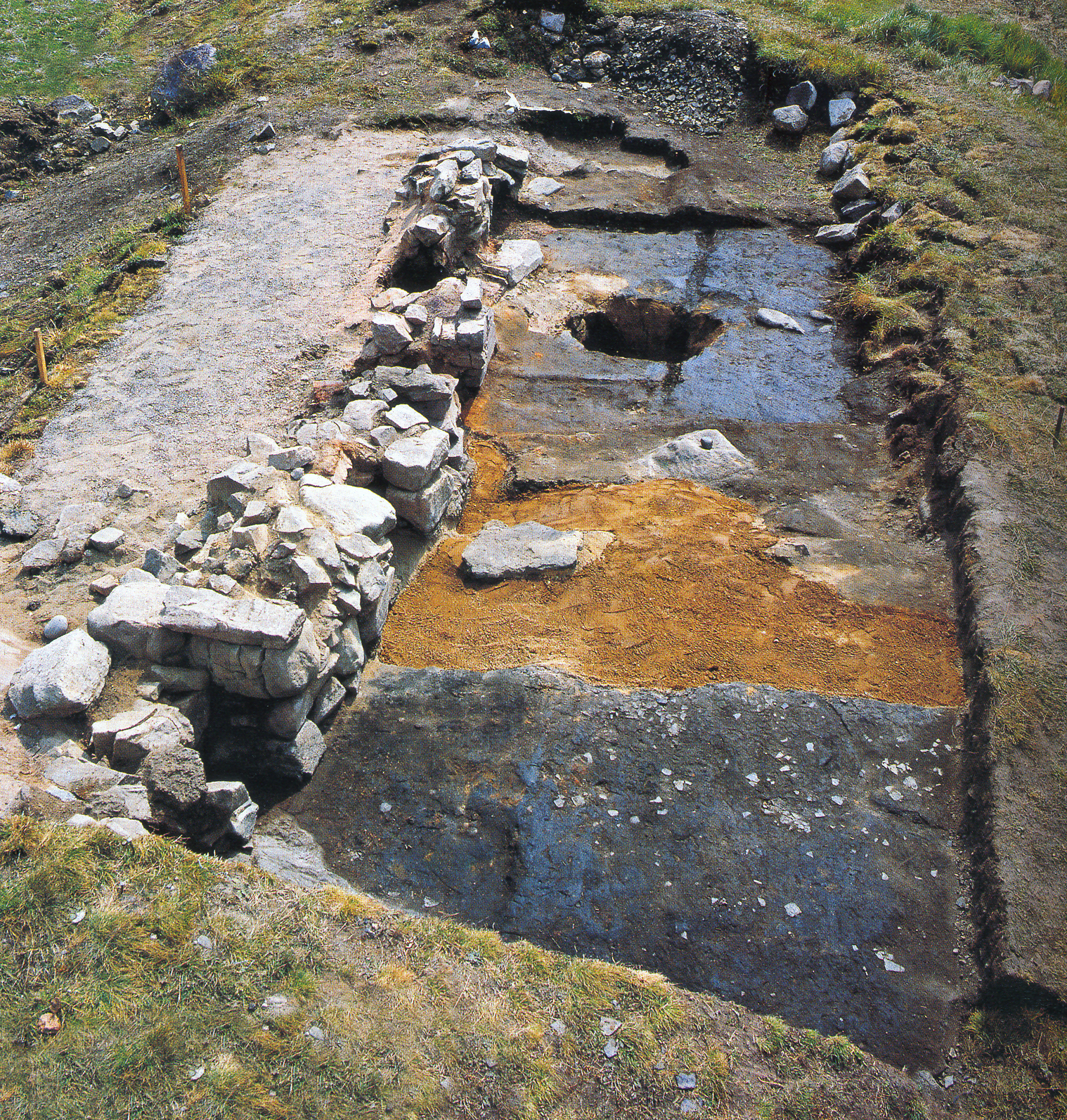
Gli scavi archeologici condotti presso il sito fusorio protostorico dall'Ufficio beni archeologici di Trento e dal Bergbau-Museum di Bochum (D)

### L’area dei forni
Grazie ai materiali archeologici rinvenuti e alle datazioni radiometriche (14C) eseguite, sappiamo che il pianoro dove furono installati i forni fu utilizzato in tre fasi successive.

#### Fase 1 (1220 - 1000 cal BC circa)
Comprende tre fosse con resti di combustione (nn. 1, 2 e 9), probabilmente forni smantellati dalle opere delle fasi successive, due forni quadrangolari in muratura (forni nn. 7 e 8) e resti di strutture in legno.

#### Fase 2 (1080 - 900 cal BC circa)
È la fase a cui sono attribuite la maggior parte delle strutture individuate, in particolare:
- la batteria dei forni nn. 3-6 (visibili al pubblico) ricavati entro un muro a secco costruito con pietre e scorie grossolane;
- un complesso sistema di murature a secco di funzione non accertata, cui sono addossati cinque focolari;
- tracce di strutture lignee.

#### Fase 3 (1000 - 800 cal BC circa)
Alla fase 3 sono attribuite una canaletta artificiale che doveva derivare e utilizzare l’acqua del vicino rio Acqua Fredda per operazioni di lavaggio del minerale e dei prodotti intermedi del processo estrattivo. Non sono stati invece rinvenuti i relativi forni, forse non ancora individuati o distrutti.

### La discarica
Poco a valle dell’area destinata alle fusioni il rio Acqua Fredda creava una piccola palude (ora torbiera). Qui è stata individuata la discarica dei residui di lavorazione, soprattutto “sabbie” (scorie grossolane macinate), estesa su una superficie di 2 200 m². Il preciso rilevamento dello spessore del deposito archeologico, che giunge in alcuni punti fino a 2 m, ha permesso di stimarne approssimativamente il peso in 800 – 1 000 tonnellate.

### Macine e utensili
Presso i forni sono stati rinvenuti: frammenti di grandi ugelli in ceramica (la parte terminale di mantici per la ventilazione artificiale); resti di pali, travi e tavole in legno (forse pertinenti a coperture o ad altre strutture legate all'attività) e infine diverse macine in pietra per la triturazione del minerale o delle scorie grossolane ancora ricche di parti metalliche.

## Ricostruzione del processo estrattivo
Sebbene permangano molti dubbi e passaggi non individuati o non compresi, in linea di massima il procedimento per ottenere rame dal principale minerale locale usato già dalla preistoria (la calcopirite) sono così riassumibili:

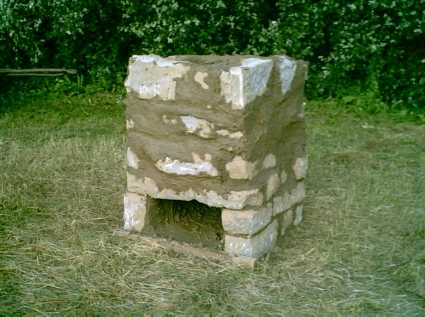
Ricostruzione sperimentale ispirata ai forni fusori rinvenuti ad Acqua Fredda - Redebus (TN)

- per individuare i giacimenti, i metallurghi preistorici partivano dalla superficie, osservando la colorazione delle rocce contenenti i minerali di rame e la particolare vegetazione ad essi associata, ad esempio la silene inflata;
- nella miniera si usavano il fuoco, che dilata la roccia e la frantuma, picconi e martelli in pietra, corno o metallo per attaccare i filoni metalliferi;
- una volta estratto, il minerale veniva portato fuori dai cunicoli con cesti o gerle;
- in superficie veniva fatta una prima cernita del materiale, per separare le parti di roccia sterile dai frammenti utilizzabili;
- le parti ricche di minerali di rame venivano frantumate utilizzando incudini e martelli in pietra. Per macinare finemente il minerale erano utilizzate macine anche di grandi dimensioni;
- alla macinatura, seguiva l’arricchimento: il minerale veniva trattato con lavaggi successivi in specchi d’acqua o torrenti, utilizzando setacci o tavole inclinate: le parti ricche di rame si depositano perché più pesanti, mentre lo scarto veniva trascinato via dall'acqua.

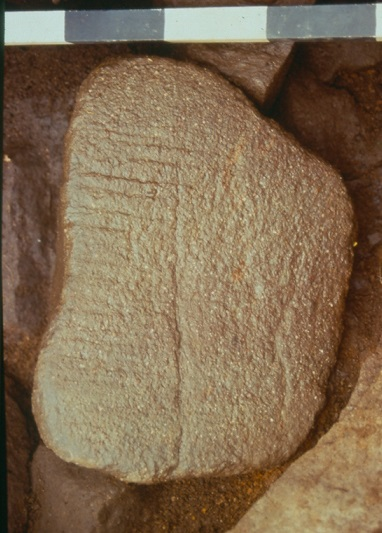
Macina per il trattamento di minerale di rame e di prodotti intermedi del processo estrattivo (scorie grossolane)

Le operazioni fin qui descritte dovevano avvenire in prossimità delle miniere, ma i siti fusori possono essere distanti anche decine di km dalle miniere, poiché doveva essere più agevole trasportare il minerale trattato verso aree ricche di combustibile per i forni (legna) piuttosto che il contrario.
Nei siti fusori il minerale arricchito doveva subire una serie di trattamenti termici e meccanici che servivano a separare il rame dalle altre componenti, in particolare zolfo e ferro:
- il primo trattamento termico (arrostimento) avveniva all’aria aperta su piazzole dette “letti di arrostimento” e serviva per eliminare parte dello zolfo sotto forma di gas. Ad Acqua Fredda non sono stati rinvenuti, ma sono testimoniati in altri casi, come Luserna Platz von Motze e Transacqua – Acquedotto del Faoro)[9];
- il minerale arrostito veniva gettato nel forno acceso, probabilmente in strati alternati al combustibile (carbone o legna). Il trattamento in forno del minerale viene chiamato riduzione (smelting) ed era eseguito ad alta temperatura (1 200 °C circa) raggiungibile grazie alla ventilazione artificiale (mantici a mano). L’aggiunta di quarzo macinato (silice) permetteva di separare il rame da tutte le altre componenti, in particolare dal ferro. Il risultato di tale processo doveva essere da un lato la metallina (prodotto intermedio costituito da solfuri di rame) che veniva raffinata con successivi trattamenti termici fino ad ottenere il rame grezzo, e dall'altro le scorie "grossolane" o "piatte", formate in prevalenza da silicati di ferro. Le scorie “grossolane”, contenenti ancora parti non reagite di minerale e metallina, venivano recuperate, tramite macinatura e lavaggio, e sottoposte nuovamente all’azione del fuoco, mentre lo scarto finale, la cosiddetta “sabbia di scorie”, veniva accumulata nella discarica a valle dei forni.

## I protagonisti: le genti di Luco
All'epoca in cui erano in funzione i forni di Acqua Fredda i villaggi erano dislocati nel fondovalle, su terrazzamenti o su alture, soprattutto in punti strategici per il controllo delle vie di comunicazione. Nel periodo di massima attività estrattiva e fusoria, tra XIII e XII sec. a.C., le comunità umane del Trentino-Alto Adige, Tirolo ed Engadina adottarono un particolare stile nella realizzazione di oggetti di uso quotidiano, ornamentale e cultuale che viene indicato come “Cultura di Luco-Meluno” (fase A). L’oggetto forse più caratteristico è una particolare brocca o boccale in ceramica che doveva avere anche un forte significato rituale, dato che si rinviene frequentemente in aree destinate a pratiche cultuali, come i cosiddetti "roghi votivi".
Le comunità "Luco A" dovevano avere un’organizzazione sociale di tipo tribale, regolata dai vincoli di parentela, le cui élite controllavano la produzione mineraria e metallurgica. Secondo alcuni studiosi, la collocazione della maggior parte delle aree fusorie a oltre 1 000 m di quota è dovuta alla necessità di un costante approvvigionamento di combustibile (legna). Il conseguente ampio disboscamento avrebbe agevolato altre pratiche stagionali, come il pascolo in quota, che potevano garantire parte del necessario apporto alimentare alle maestranze.

## Il rame del Trentino in Europa
Il grande sviluppo delle attività estrattive in area trentina nel corso della II metà del II millennio a.C. non era legato solo al consumo locale. Le indagini di caratterizzazione della provenienza, in particolare l’analisi degli isotopi del piombo, indicherebbero il versante meridionale delle Alpi centro – orientali come la regione d’origine del rame contenuto in un numero rilevante di armi, strumenti e lingotti rinvenuti lungo tutta la Penisola italiana, ma anche dai capi estremi dell’Europa: dalla Scandinavia alla Bulgaria.
Tra i principali acquirenti vi furono le popolazioni della vicina pianura padano-veneta. Un esempio è il centro proto-industriale ed emporiale di Frattesina di Fratta Polesine, nell'antico delta del Po, collegato a una complessa rete di traffici di materie prime e prodotti, estesa dal Mediterraneo orientale all’Europa transalpina, che comprendeva il rame del Trentino, l’ambra baltica e perle di vetro prodotte nella regione nord-adriatica, 2 000 anni prima di Murano.